# 유데슴산
유데슴산(영어: eudesmic acid)은 O-메틸화 트라이하으디록세벤조산이다.

## 자연적인 생성
유데슴산은 유칼립투스속에서 발견할 수 있다.

## 합성
유데슴산은 갈산과 황산 다이메틸의 반응에 의해 직접적으로 합성될 수 있다.

## 유도체
유데슴산의 유도체들은 다음과 같다.
1. 다이메틸에탄올아민과 에스터화[3]
2. 트리메부틴
3. 아모프록산
4. 베른즈아마이드
5. 3,4,5-트라이메톡시-N-(피리딘-4-일)벤즈아마이드 [31638-97-8].[4]
6. 부토벤딘
7. 카포벤산
8. 딜라제프
9. 에시프라미딜
10. 페프로마이드
11. 헥소벤딘
12. 메프라미딜 (다이페나밀레이트)
13. TMB-8 [57818-92-5]
14. 트라이세타마이드 (트라이메글라마이드)
15. 트라이메토벤즈아마이드
16. 트라이메토진
17. 트라이티오진 (알라 트라이메토진이지만 티오아마이드)
18. 트로시민 [14368-24-2]
19. 트록시파이드 (레프론)
20. 트록소늄
21. 트록시피롤륨 (트록시피롤, 트록스)
22. 트라이메타마이드
23. 빈메갈레이트 (RGH-4417)
24. 레오누라민 및 레오누린
25. 메토세르피딘 및 레세르핀 및 데세르피딘

## 같이 보기
- 트라이하이드록시벤조산